# Linnéa Engström

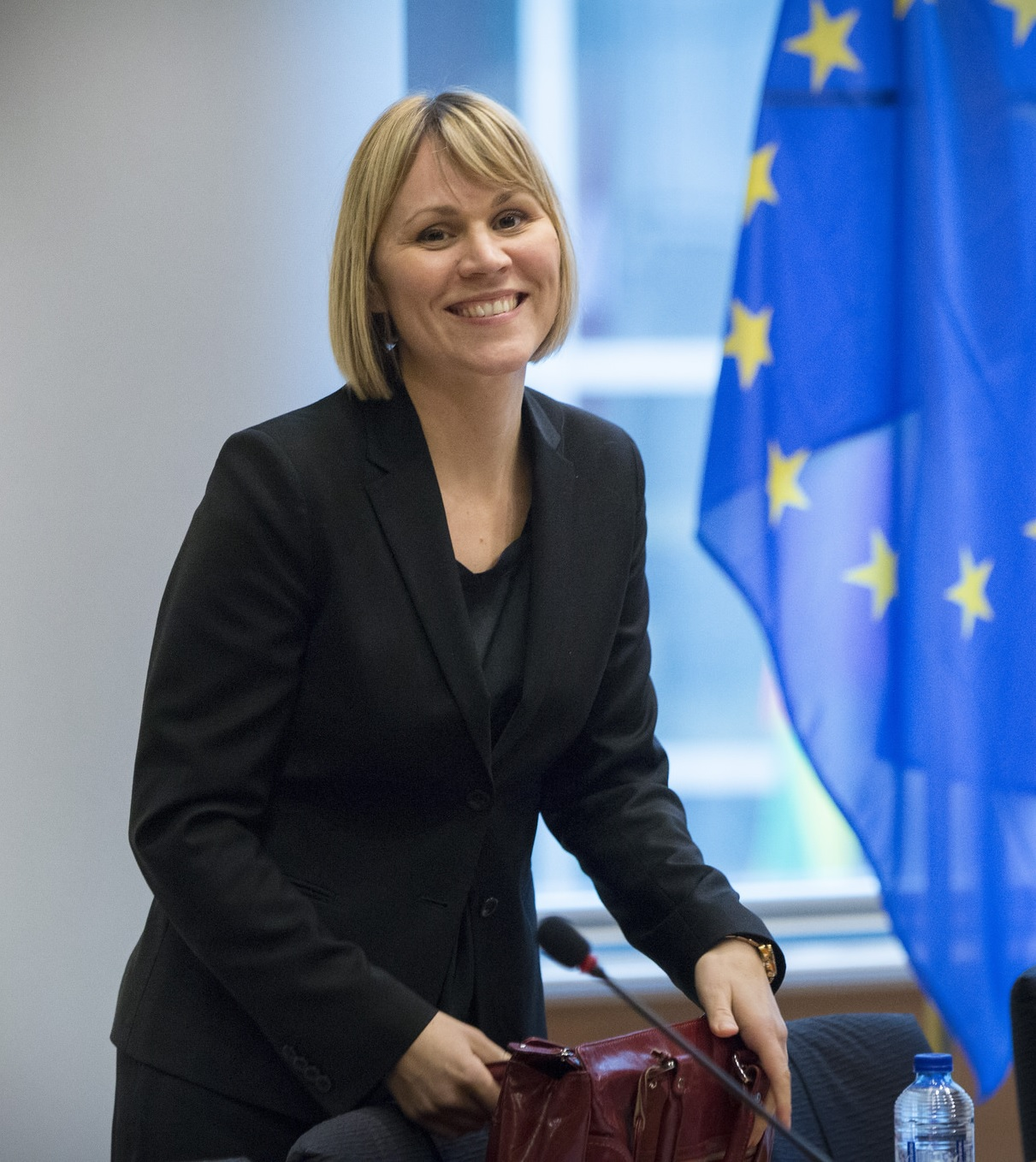
Linnéa Engström

Linnéa Engström (* 2. April 1981 in Uppsala) ist eine schwedische Politikerin der Grünen und Mitglied des Europäischen Parlaments. Als Mitglied der Miljöpartiet de Gröna ist sie Teil der Europäischen Grünen Partei.

## Biografie
Linnéa Engström hat einen Master in Politikwissenschaft vom schwedischen National Defense College, dem Försvarshögskolan. Im Mai 2016 veröffentlichte sie ihr erstes Buch mit dem Titel Klimatfeminism (Klima-Feminismus). Queen-fishwar das zweite Buch von Linnéa Engström, veröffentlicht im Mai 2017. Es befasst sich mit den Herausforderungen des Erhalts unserer Meere und einer naturnahen Fischerei und verbindet diese mit einer feministischen und fairen Politik.
In der Wahlperiode des Europäischen Parlaments 2014 bis 2019 belegte Linnéa Engström den fünften Platz auf der Miljöparts-Liste. In der Vergangenheit hatte die Miljö-Partei vier Mandate und Engström blieb der erste Ersatz für die Miljö-Partei. Nachdem Isabella Lövin zur Staatssekretärin für Wirtschaft ernannt worden war, rückte Linnéa Engström am 8. Oktober 2014 an die Spitze ihrer Gruppe. Seit November 2014 ist sie auch stellvertretende Vorsitzende des Fischereiausschusses. 2016 beantragte sie die Prüfung zur Vereinbarkeit des vorgeschlagenen Übereinkommens zwischen Kanada und der Europäischen Union über ein umfassendes Wirtschafts- und Handelsabkommen (CETA) mit den Verträgen (2016/2981(RSP)).
Linnéa Engström ist Initiatorin des ersten Berichts im Europäischen Parlament über Frauen, Gleichstellung der Geschlechter und Klimagerechtigkeit. Der Bericht mit einer im Januar 2018 veröffentlichten Entschließung  ist der erste Bericht seit der Unterzeichnung des Pariser Abkommens im Jahr 2015, der die Parteien eindeutig auffordert, die Herausforderung der globalen Erwärmung ernst zu nehmen. Die Resolution stellt sich der Herausforderung der Problematik von Klimaflüchtlingen. In der Entschließung wird eine Definition über Klimagerechtigkeit vorgestellt und aufgezeigt, dass Frauen und Kinder am anfälligsten für die Auswirkungen des Klimawandels sind.
Linnéa arbeitet als Programmdirektorin beim Marine Stewardship Council.